# 欧盟法律首要地位
欧盟法律首要地位有时称为欧洲法律至高无上，是一项法律原则，它确立了欧盟法律优先于欧洲联盟成员国国内法。该原则源自欧洲法院的解释，该法院裁定欧洲法律优先于任何包括欧洲联盟成员国本國宪法在內的国内法，  大多数欧洲联盟成员国的法院除了對「歐盟法律高于成员国宪法」這一部分有疑慮外，普遍承认并接受了这一原则，因此，欧洲联盟成员国各國的国家宪法法院也保留了司法覆核欧盟法律是否符合本國宪法的权利。
一些欧洲联盟成员国规定，如果国内法和欧盟法相矛盾，法院和公职人员必须暂停執行国内法，並将法律衝突提交到国家憲法法院，等待其作出决定。2021年10月7日，波兰宪法法庭裁定该国宪法高于部分欧盟法律。2021年10月27日，欧洲最高法院判決波蘭每天交付100万欧元的罚金。